# ヘキサカルボニルタングステン
ヘキサカルボニルタングステン（Tungsten hexacarbonyl）は化学式W(CO)6で表される無機化合物である。Kubasによって初めて合成された二水素錯体の反応に用いられたことで知られている。同じ第6族元素のカルボニル化合物であるヘキサカルボニルクロムやヘキサカルボニルモリブデンに類似した無色の固体であり、揮発性を有する空気中で安定な酸化数0のタングステン誘導体として注目されている。

## 合成、性質および構造
ヘキサカルボニルタングステンは塩化タングステン(VI)を一酸化炭素圧力下で還元させることによって得られる。合成には高価な装置が必要であり、またヘキサカルボニルタングステンは安価な化合物であるため、ラボスケールの実験で合成されることは希である。空気中では比較的安定であり、無極性有機溶媒にはやや難溶。タングステンヘキサカルボニルは容易に蒸発、分解させることができるため、電子線誘起蒸着法におけるタングステン原子源として広く利用されている 。
ヘキサカルボニルタングステンは、中心のタングステン原子から6つの棒状のカルボニル配位子が放射状に配位した八面体形構造をとり、双極子モーメントは0 Dである。

## 反応
ヘキサカルボニルタングステンの反応は全てカルボニル配位子の置換から始まる。ヘキサカルボニルタングステンはヘキサカルボニルモリブデンと同様に振舞うが、動力学的により強固な化合物を形成する傾向がある。
ヘキサカルボニルタングステン誘導体の一つとして、1982年にKubasが報告した二水素錯体の {\displaystyle {\ce {W(CO)3[P(C6H11)3]2(H2)}}} が挙げられる。 
6つのカルボニル配位子のうちの3つはアセトニトリルによって置換することができる。他に、有機硫黄化合物の脱硫や、アルケンのメタセシス反応における触媒の前駆体として利用される。

## 安全と取り扱い
ヘキサカルボニルタングステンは全ての金属カルボニルと同様に、危険な金属蒸気および一酸化炭素の発生源である。